# Нетруненко Артем Віталійович
Арте́м Віта́лійович Нетру́ненко (нар. 7 жовтня 1989, Ворошиловград, УРСР — пом. 12 липня 2014, передмістя Луганська, Україна) — український військовик, боєць 24-го батальйону територіальної оборони «Айдар» ЗСУ, позивний «Умар». Загинув у ході війни на сході України у передмісті Луганську. Кавалер ордена «За мужність» ІІІ ступеня.

## Життєпис
Артем Нетруненко мав історичну освіту, закінчив Луганський університет імені Тараса Шевченка 2006—2011 рр. за спеціальністю «Історія та основи права». Брав участь у луганському Євромайдані. Мав україно-чеченське походження, мусульманин за віросповіданням та відвідував мечеть. З 2012 року був членом політичної партії «Громадянська позиція».

## Російсько-українська війна
Із першого дня створення став до лав батальйону «Айдар», що в складі Збройних Сил України. 25 травня брав участь у бойовій операції із затримання 14 терористів, що пробували зірвати вибори президента України в Новоайдарському районі. Надалі брав участь у визволенні міста Щастя від російських терористів, у боях за селища Металіст та Жовте у передмістях Луганська. Був поранений осколком в ногу.
12 липня 2014 розвідгрупа «Каца» поблизу села Жовте (Слов'яносербський район), під Луганськом, спустилась з висоти вниз, щоб пошукати місце для встановлення «секрету». Група була на чорній Ниві, в машині було п'ять чоловік — «Нельс» за кермом, поруч «Кац» (командир групи). На задньому сидінні «Валькірія» та «Умар», і в багажнику з кулеметом сидів «Святозар». Внизу, у полі, вони спробували розвернутись і підірвались на фугасі, який було закладено в тому місці. За силою вибуху то скоріше була протитанкова міна, хоча були і версії про керований фугас. Сергій Карпенко («Нельс») і Олександр Подрезенко («Кац») загинули одразу, «Валькірію» і «Святозара» викинуло вибуховою хвилею, Артем Нетруненко («Умар») за декілька годин помер у шпиталі від поранень і крововтрати.
Задля поховання в рідному місті, до визволення Луганська українськими військами від терористів тіло Артема Нетруненка перебувало в морзі Старобільська.
26 лютого 2015 року посмертно нагороджений орденом «За мужність» ІІІ ступеня.